# Erska kyrka
Erska kyrka är en kyrkobyggnad i Sollebrunn i Alingsås kommun. Den tillhör Bjärke församling i Skara stift och var fram till 2006 församlingskyrka i Erska församling.

## Historia
Den nuvarande kyrkan har troligen haft två föregångare på platsen. Den första medeltida byggnaden var uppförd i trä. Möjligen förstördes den av danskar under krigen i början av 1600-talet. Den ersattes av en stenkyrka, sannolikt uppförd omkring 1630,  då den bekostades av greve Johan Casimir Lewenhaupt på Raseborg som dog 1634. Enligt en beskrivning 1868 hade kyrkan ett tornlöst långhus med vapenhus vid ingången i söder och ett tresidigt kor i öster. Klockstapeln var av trä och hade en klocka från 1689, omgjuten 1784. Den gamla kyrkan revs omkring 1888 då den nya kyrkan hade stått klar något år.

## Kyrkobyggnaden

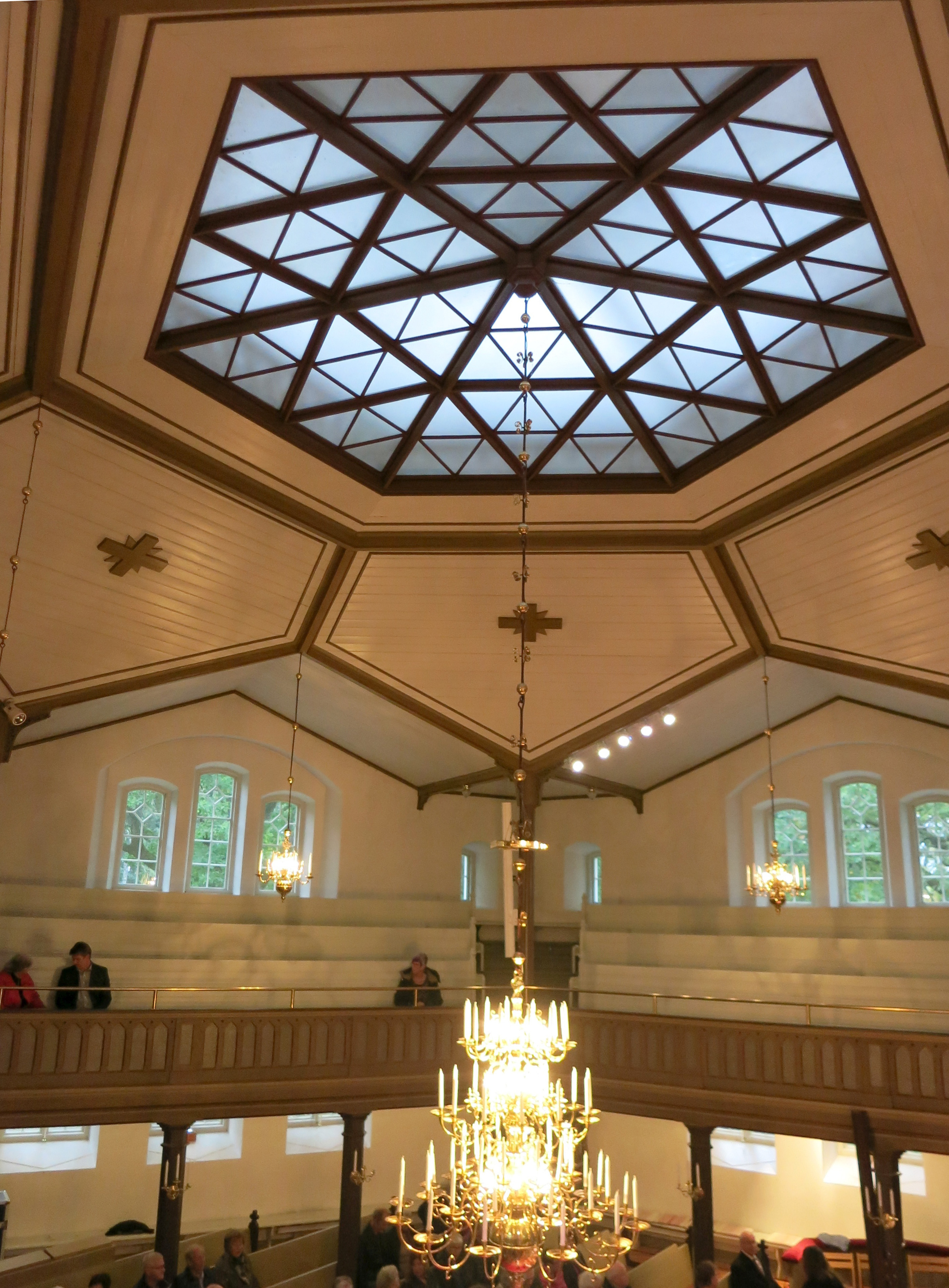
Interiör med läktare och tak.

Erska kyrka står på en åsrygg ovanför Sollebrunn samhälle och är granne med ett järnåldersgravfält. Byggnaden är en centralkyrka, som uppfördes 1885-1886 efter ritningar av Emil Viktor Langlet. Det är den av stiftets fyra centralkyrkor som är bäst bevarad och mest konsekvent genomförd. Över kyrkans mitt finns en lanternin. Fasaderna är vitputsade. Vid en ombyggnad 1991 har exteriören rubbats något genom att en sakristia tillbyggdes.
Kyrkorummet är ordnat runt koret med stora läktare på fyra av kyrkans sex kanter och på läktaren i mitten mitt emot koret står orgeln. Man har en så kallad altarpredikstol, placerad ovanför altaret, och utifrån den är bänkinredningen koncentriskt arrangerad. Smäckra träpelare bär upp ett originellt utformat panelklätt trätak med överljus och ovanför kyrkorummet finns ett mittorn. Färgsättningen återställdes 1991 till den ursprungliga. Kyrkorummet byggdes om hösten 2017.

## Inventarier
- Predikstolen i barock från den gamla kyrkan och står nu utställd i kyrkorummet.
- En av kyrkklockorna ifrån den gamla kyrkan flyttades till den nya.
- På altarbordet står en ikon utförd av Erland Forsberg.

## Orgel
Den första orgeln, placerad på läktaren i väster, byggdes 1888 av Salomon Molander och dess stumma fasad är bevarad. Orgeln är mycket speciellt byggd med spelbordet inne i orgelhuset. År 1973 tillkom ett nytt verk tillverkat av Smedmans Orgelbyggeri. Det har arton stämmor fördelade på två manualer och pedal.
| Manual I (C-g3) | Manual II (C-g3)  | Pedal (C-f1) | Koppel |
| --------------- | ----------------- | ------------ | ------ |
| Principal 8'    | Gedackt 8'        | Subbas 16'   | I/II   |
| Rörflöjt 8'     | Salisional 8'     | Principal 8' | I/P    |
| Oktava 4'       | Rörflöjt 4'       | Gedackt 8'   | II/P   |
| Spetsflöjt 4'   | Flöjtkvint 2 2/3' | Oktava 4'    |        |
| Oktava 2'       | Waldflöjt 2'      | Fagott 16'   |        |
| Mixtur 4 chor   | Ters 1 3/5'       |              |        |
| Regal 8'        | Crescendosvällare |              |        |
| Tremolo         |                   |              |        |

## Gravkullen

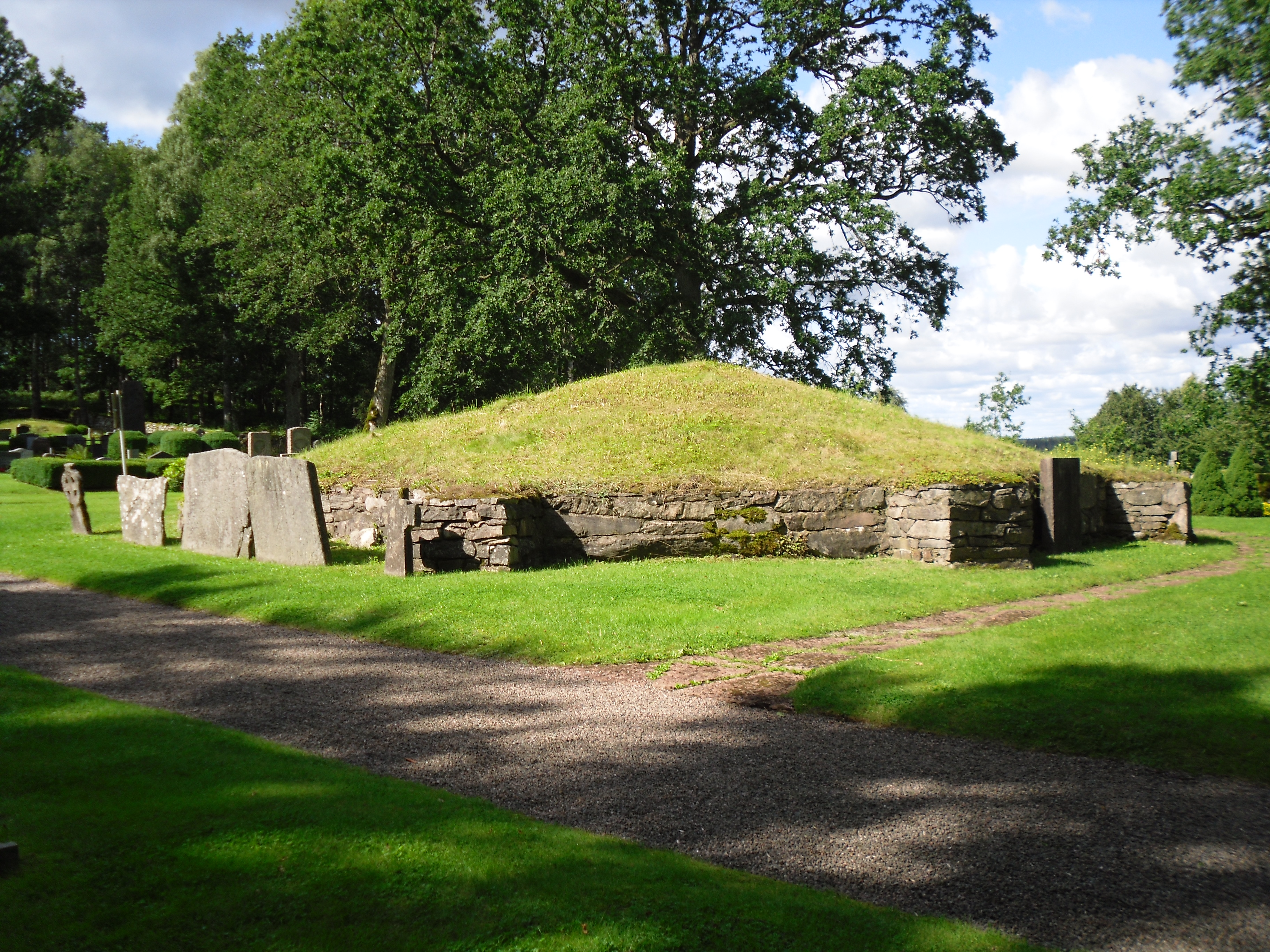
Gravkullen från sydväst med några äldre gravhällar uppställda längs kanten.

Under koret i den förra kyrkan var gravkammaren för ägarna till Gräfsnäs och Koberg, familjen Leijonhufvud-Lewenhaupt, iordningställd, med nedgång från långhuset. Efter att kyrkan revs i slutet av 1800-talet är gravkällaren fristående och gräsbevuxen nordöst om den nuvarande kyrkan. Där vilar även friherre Matthias Palbitzki från Pommern som var diplomat och hovman samt släkten Gripenstedt. Sista gravsättningen skedde 1820. År 1939 påbörjades konserverings- och förstärkningsarbeten på gravkoret och det öppnades för renovering 1964. Det visade sig då att kistorna var fragmentariska och lämningarna spridda. Endast två kistor återstod. Gravkoret iordningställdes och murades sedan igen.